# 三菱Destinator
三菱Destinator（日语：三菱・デスティネーター）乃是日本三菱汽車自2025年迄今所開發生產的中型跨界休旅車。

## 概要
該車款專門針對東南亞、拉丁美洲、中東、非洲等新興市場販售，強調家庭使用之訴求，採取三排座椅七人座之佈局。關於車名「Destinaor」來自英語的「destination」，意謂著終點、目的地。

## 歷史

### 第一代GT1W系（2025年迄今）
2024年 - 三菱汽車在10月24日開幕的菲律賓國際車展中公開一輛名為「DST Concept」的概念車，採七人座SUV的格局設計。
2025年 - 7月23日開幕的印度尼西亞國際車展上，原廠正式亮相三菱Destinator。車頭造型延續「Dynamic Shield」的品牌設計語彙，以上段L型晝行燈與下段百葉窗式所組成的T字型頭燈，進氣格柵採立體蜂巢式設計搭配厚實的下氣壩，尾燈的造型亦呼應車頭燈，整體設計風格承襲三菱Xforce而來。車室內裝具備8吋數位儀表及12.3吋中央資訊娛樂螢幕，並採用YAMAHA音響與8支喇叭。電動全景天窗可透過中央螢幕調整玻璃與遮陽簾的開啟幅度，車內具備64色氛圍燈、第一排椅背折疊式桌板與收納袋，每排座位均配置Type-A與Type-C的USB充電插孔。動力心臟為1.5L直列四缸DOHC 4B40型阿特金森循環渦輪增壓汽油引擎（附中冷器），配合CVT無段自動變速器可輸出最大馬力160ps / 5,500rpm、最大扭力25kg·m / 1,800 - 4,500rpm，並具備AYC主動式舵角控制器，以及包含Wet濕地、Tarmac公路、Normal一般、Gravel碎石路、Mud泥濘地等5種駕駛模式。主動安全配備Mitsubishi Motors Safety Sensing智慧安全輔助系統，整合了ACC主動巡航控制功能、碰撞緩解煞車系統、盲點偵測警示系統、倒車後方車流警示系統、自動遠光燈、前車駛離通知、以及360度環景影像系統等，被動安全的部分則有六具安全氣囊。該車款具有智慧聯網功能，遇到緊急情況將自動通知客服中心。另外透過智慧型手機可以遠端確認剩餘油量與所在位置，並可啟動空調系統等功能。

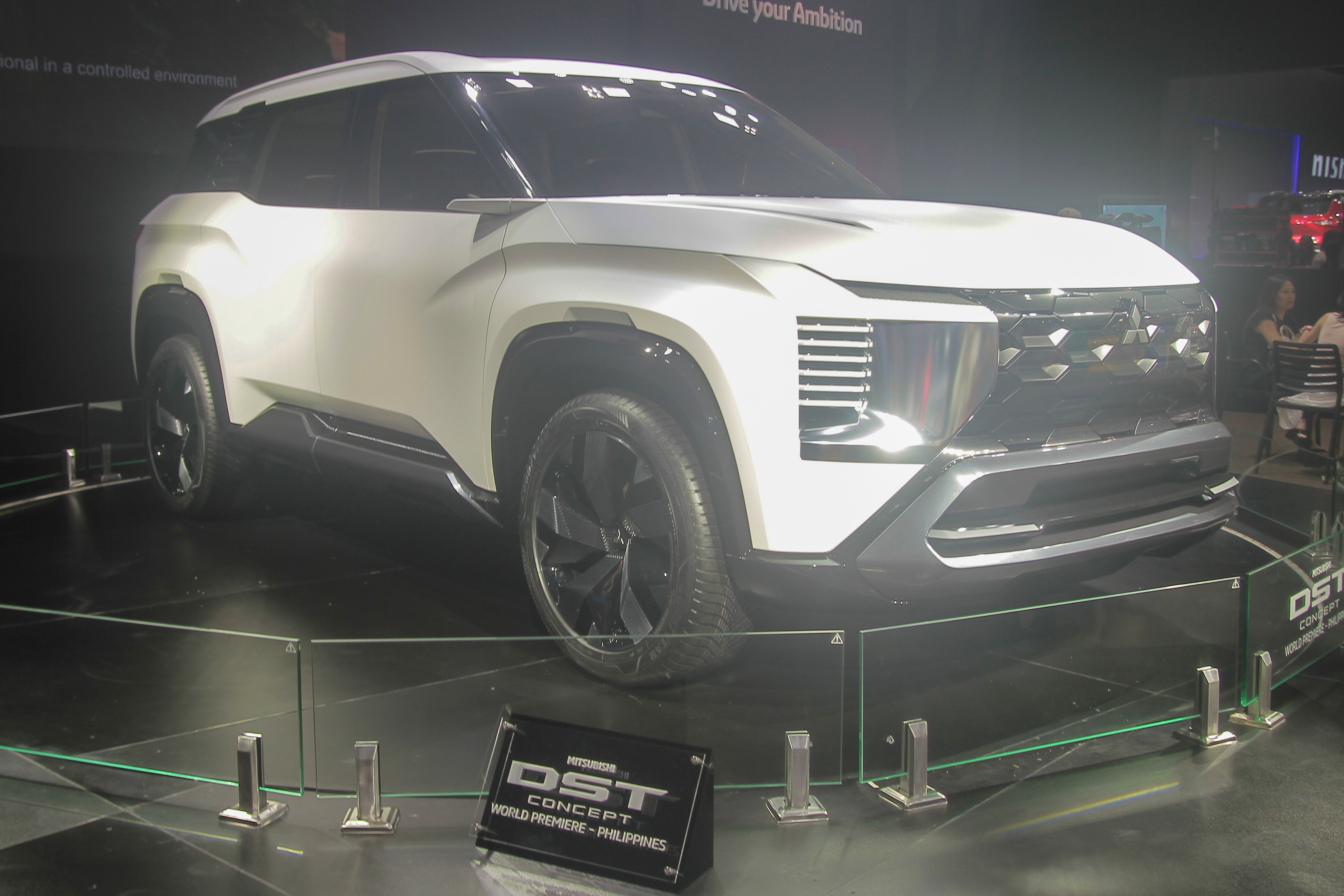
DST Concept概念車車頭
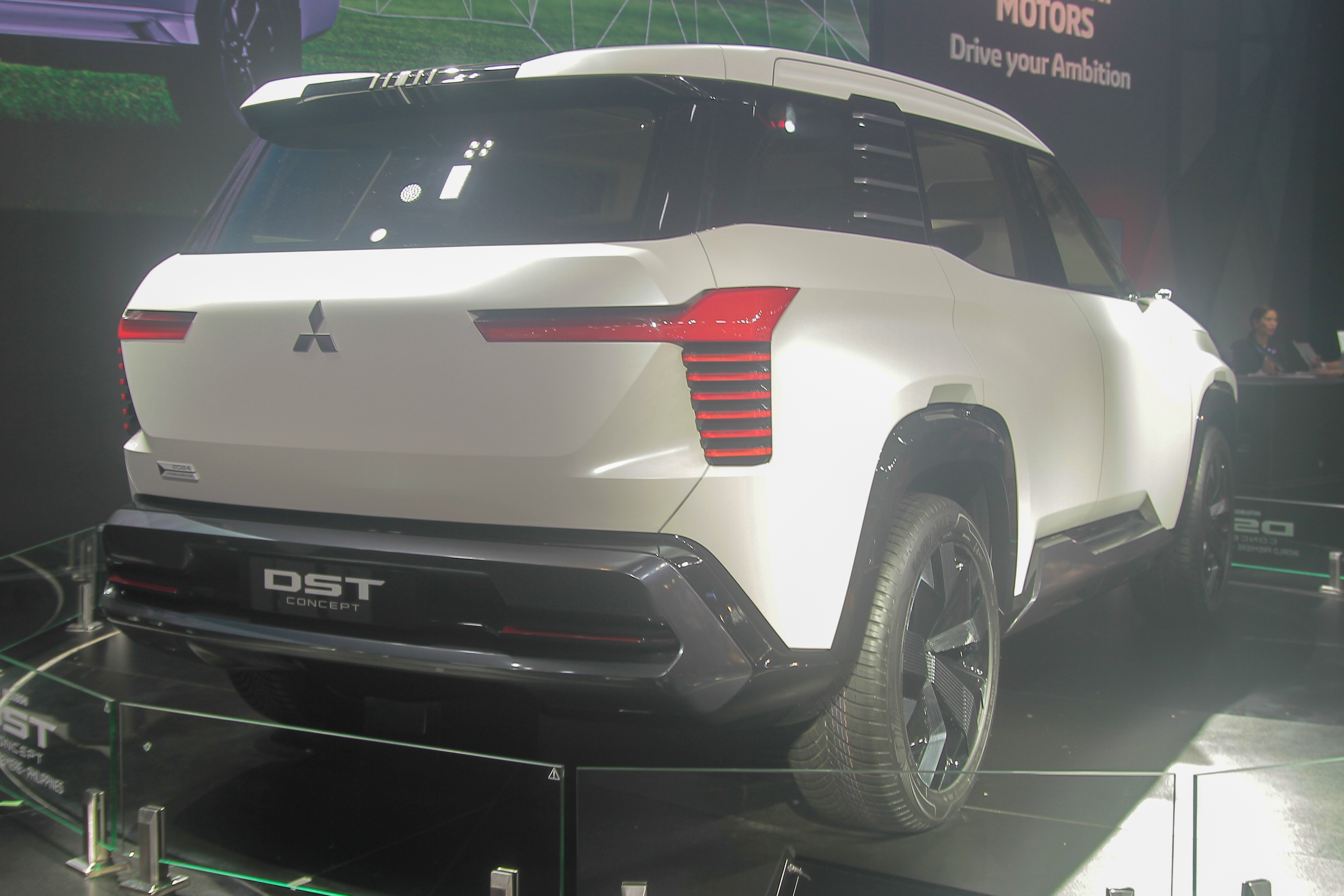
DST Concept概念車車尾
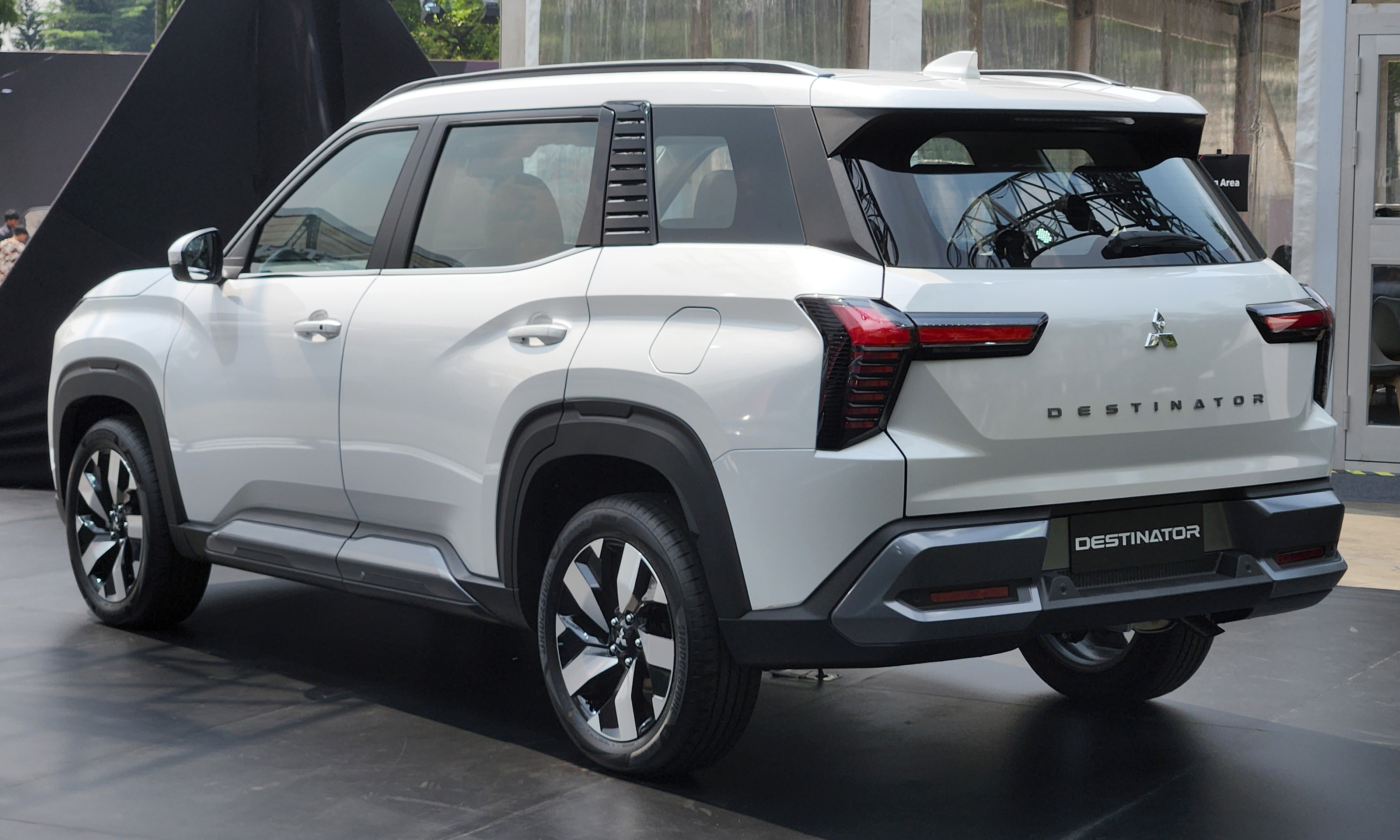
車尾
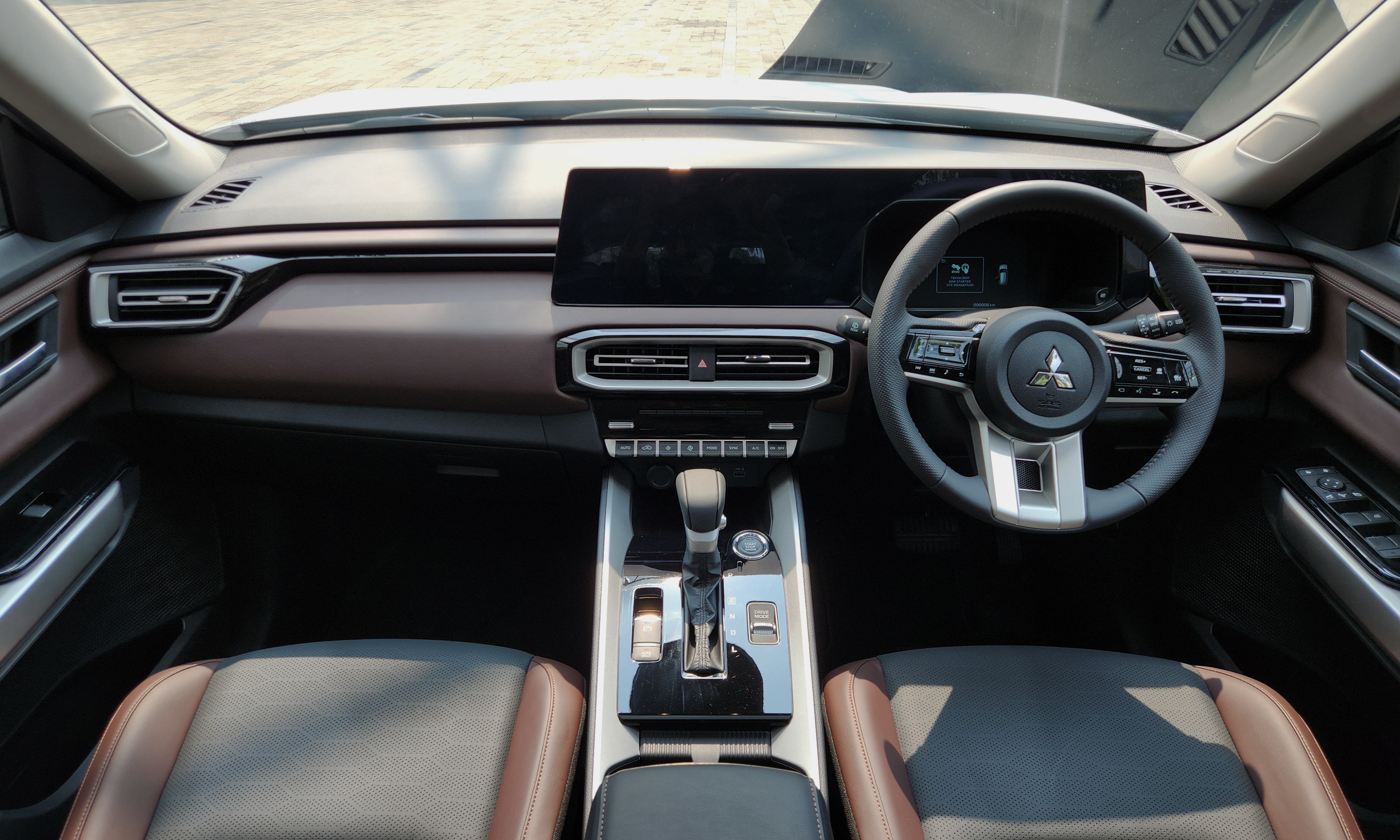
內裝

## 外部連結
- 印尼官方網站